# Ваннасатхит, Адун
Адун Ваннасатхит (тайск. อดุลย์ วรรณสถิตย์; 4 июня 1931 — не позднее 2012) — таиландский легкоатлет, выступавший в беге на короткие и средние дистанции. Участник летних Олимпийских игр 1952 года.

## Биография
Адун Ваннасатхит родился 4 июня 1931 года.
В 1952 году вошёл в состав сборной Таиланда на летних Олимпийских играх в Хельсинки. В беге на 100 метров занял в забеге 1/8 финала последнее, 7-е место, показав результат 11,61 секунды и уступив 0,6 секунды попавшему в четвертьфинал со 2-го места Ангелу Колеву из Болгарии. В беге на 200 метров занял в забеге 1/8 финала последнее, 5-е место с результатом 23,50, уступив 1,28 секунды попавшему в четвертьфинал со 2-го места Здобыславу Ставчику из Польши. В эстафете 4х100 метров сборная Таиланда, за которую также выступали Бунгтём Пхакпхуанг, Арун Санкосик и Понгуммарт Уммарттаякул, заняла в полуфинале последнее, 6-е место в результатом 44,81, уступив 2,67 секунды попавшей в финал с 3-го места команде Кубы. Также был заявлен в эстафете 4х400 метров, но не вышел на старт.
В 1954 году участвовал в летних Азиатских играх в Маниле, где выступал в эстафете 4х100 метров, где сборная Таиланда не попала в финал.
Умер не позднее 2012 года.